# 1938-as magyar tekebajnokság
Az 1938-as magyar tekebajnokság az első magyar bajnokság volt. Ekkor még csak a férfiak részére rendeztek bajnokságot. A bajnokságot április 30. és május 1. között rendezték meg Budapesten, a nagytétényi Hungária Gumigyár pályáján.

## Eredmények
| Versenyszám  | Arany                              | Arany | Ezüst                   | Ezüst | Bronz                  | Bronz |
| ------------ | ---------------------------------- | ----- | ----------------------- | ----- | ---------------------- | ----- |
| Férfi egyéni | Kemerle János Hungária Gumigyár TE | 835   | Radócz Mihály Petőfi TE | 815   | Staffa Károly Előre TE | 805   |